# Клејн Крофорд
Клејн Крофорд (енгл. Clayne Crawford; Клеј, 20. април 1978) је амерички филмски и телевизијски глумац. Српској публици познат је по улози у серији Смртоносно оружје, где је тумачио лик Мартина Ригса. Лик Ригса је пре њега тумачио још само Мел Гибсон у истоименом филму.

## Биографија
Рођен је 20. априла 1978. у градићу Клеј у Алабами, његово право име је у ствари Џозеф, али га је касније променио у Клејн (комбинација речи КЛАН и КЛЕЈ (родни град). У почетку је глумио у малим позориштима по Алабами, где је добијао споредне улоге. Затим се 1996. сели у Лос Анђелес где тражи посао као глумац. Првих година је глумио у неколико кратких филмова и серија, да би 2010. добио улогу ФБИ агента у филму Smokin' Aces 2: Assassins' Ball, првом озбиљнијем филму у ком је глумио. Након тога глуми у 4 епизоде серије NCIS: New Orleans, где тумачи улогу брата главног лика у серији. Године 2016. Добија улогу која му је потпуно променила каријеру, лик Мартина Ригса у ТВ серији Смртоносно оржје. Године 2018. после друге сезоне серије Смртоносно оружје добија отказ због наводног сукоба са Дејмоном Вејансом на сету, што су обојца демантовали.
Публици широм света остаће познат по сјајној глуми у серији Смртоносно оружје.

## Награде и признања
Године 2016. добио је награду TV Critics' Choice Awards за најбољег ТВ глумца у драми.